# Niels Holst-Sørensen
Niels Holst-Sørensen (Sønder Felding, 19 dicembre 1922 – 24 ottobre 2023) è stato un velocista e mezzofondista danese.

## Palmarès

### Europei
- 2 medaglie:
  - 1 oro (Oslo 1946 nei 400 m piani)
  - 1 argento (Oslo 1946 negli 800 m piani)